# Henry Balzan
Henry Joseph Balzan (ur. 1 listopada 1963 w Ħamrun na Malcie) – maltański duchowny katolicki, biskup pomocniczy La Serena w Chile od 2024.

## Życiorys

### Prezbiterat
Święcenia kapłańskie otrzymał 5 czerwca 1991. Przez kilka lat pracował jako wikariusz w Msidzie. W 1995 wyjechał do Chile i podjął pracę duszpasterską w diecezji Copiapó. W latach 2006–2008 pracował w rodzinnym kraju, a w kolejnych latach był proboszczem oraz wikariuszem generalnym diecezji Copiapó.

### Episkopat
5 kwietnia 2024 papież Franciszek mianował go biskupem pomocniczym archidiecezji La Serena, ze stolicą tytularną La Imperial. Sakry udzielił mu 15 czerwca 2024 arcybiskup René Rebolledo.